# Matthias Kessler
Matthias Kessler, född 16 maj 1979 i Nürnberg, är en tysk professionell tävlingscyklist. Kessler hade sina bästa år på tävlingscykeln under mitten av 00-talet då han agerade trogen hjälpryttare i tyska T-Mobile Team åt stallets storstjärna Jan Ullrich.

## Karriär
Under Tour de France 2006 vann Kessler den 216,5 kilometer långa tredje etappen mellan luxemburgiska Esch-sur-Alzette och Valkenburg i Nederländerna, 5 sekunder före den anstormande klungan. Dagen innan hade han så när vunnit etappen till Esch-sur-Alzette men fångats in av klungan med under 100 meter kvar till mållinjen.
2007 fick Kessler sparken från sitt stall Astana efter att ha testat positivt för dopningsmedlet testosteron. I början på 2008 stängdes han av i två år av den Schweiziska Olympiska Kommitténs disciplinnämnd.
I januari 2010 ådrog sig Kessler en fraktur på skallbenet efter att ha fallit under en träningsrunda på Mallorca och försattes i framkallad koma i kritiskt tillstånd. Olyckan inträffade då Kessler, som inte bar någon hjälm vid tillfället, väjde för en katt som sprungit in på vägen.

## Meriter
- Tour de France, 1 etapp

### Resultat i Grand Tours
| Grand Tour      | 2001 | 2002 | 2003 | 2004 | 2005 | 2006 |
| --------------- | ---- | ---- | ---- | ---- | ---- | ---- |
| Giro d'Italia   | 23   | 25   | -    | -    | 25   | 72   |
| Tour de France  | -    | -    | 49   | X    | 57   | 54   |
| Vuelta a España | -    | 47   | -    | -    | -    | -    |

X = Bröt loppet

## Stall
- Team Deutsche Telekom 2000–2003
- T-Mobile Team 2004–2006
- Astana 2007